# Carlos Yulo
Carlos Edriel Poquiz Yulo (Manila, 16 de fevereiro de 2000) é um ginasta artístico filipino. Ele foi medalhista de ouro olímpico de 2024 nos eventos de solo e salto. Ele é o primeiro filipino e o primeiro ginasta masculino do Sudeste Asiático a ganhar medalha no Campeonato Mundial de Ginástica Artística com sua medalha de bronze no solo em 2018, bem como o primeiro filipino e sudeste asiático a obter uma medalha de ouro pelo mesmo critério em 2019 no mesmo evento. Com várias medalhas no cenário internacional, Yulo é a segunda pessoa a ganhar uma medalha de ouro olímpica para as Filipinas, a primeira pessoa e o primeiro atleta do Sudeste Asiático a ganhar mais de uma medalha de ouro olímpicas para o país.
Yulo é bicampeão olímpico; seis vezes medalhista de campeonato mundial, ganhando dois ouros, duas pratas e dois bronzes; dez vezes campeão asiático; e nove vezes campeão dos Jogos do Sudeste Asiático. Ele é conhecido por sua baixa estatura em comparação com outros ginastas masculinos, sua precisão na forma e a dificuldade de suas rotinas, especialmente no exercício de solo, salto e barras paralelas.

## Início de vida e educação
Carlos Edriel Poquiz Yulo nasceu em 16 de fevereiro de 2000, filho de Mark Andrew Yulo, um agente de viagens, e Angelica Yulo (nascida Poquiz), uma dona de casa, em Manila, Filipinas. Sua avó materna é Angelita Poquiz, e ele morava na Leveriza Street, Malate. Ele é o segundo de quatro irmãos. Sua irmã mais velha, Joriel, é membro do National University Pep Squad, e seus irmãos mais novos, Karl Jahrel Eldrew e Elaiza Andriel, também são ginastas. Yulo cresceu assistindo ginastas filipinos treinarem e competirem no Rizal Memorial Sports Complex em Malate. Yulo começou a treinar ginástica quando tinha sete anos, quando seu avô, Rodrigo Frisco, o viu caindo em um playground local e o levou para a Associação de Ginástica das Filipinas (GAP) para treinar. Ele também treinaria no Club Gymnastica em Kapitolyo, Pasig, em seus primeiros anos.
Yulo frequentou a Escola Primária Aurora A. Quezon em Malate, Manila, para sua educação primária, onde já estava treinando com o professor e treinador da AQES, Ezra Canlas, para os Jogos Nacionais das Filipinas como parte da equipe de ginástica da Região da Capital Nacional. Com o apoio do GAP, ele pôde frequentar a Universidade Adamson em Ermita para sua educação secundária.
Em 2016, Yulo aceitou uma oferta da Associação Olímpica do Japão para treinar no Japão por meio de um programa de bolsas de estudo. Depois de se mudar para o Japão, Yulo continuou seus estudos na Universidade Teikyo em Itabashi, Tóquio, e se formou em 2022 com um diploma associado em literatura.

## Carreira

### Início da carreira
Yulo começou a competir em 2008, e se juntou ao seu primeiro Palarong Pambansa em 2009 em Tacloban, Leyte. Em 1º de maio, ele fez parte da equipe elementar vencedora da medalha de ouro da Região da Capital Nacional, terminando com uma pontuação de 79,35 e ficou em quinto lugar no individual geral com uma pontuação de 26,15. No dia seguinte, ele ganhou a medalha de prata no exercício de solo, com uma pontuação de 13,325 com Marc Capistrano de Calabarzon ficando em primeiro. Yulo afirmou que seu segundo e quinto lugar o encorajaram a treinar mais para seu próximo Palarong Pambansa.
Em 2010, Yulo competiu no Palarong Pambansa em Tarlac City, Tarlac, e participou de todos os eventos. Ele ganhou ouro no individual geral e no solo, e obteve bronze no salto. Ele também fez parte da equipe masculina, onde ficou em quinto lugar. No ano seguinte, ele competiu na mesma competição em Dapitan, Zamboanga del Norte. Ele ganhou medalhas de ouro no evento por equipe, individual geral, solo e salto. No mesmo ano, ele competiu em seus primeiros Jogos Nacionais das Filipinas na edição de 2011 realizada em Bacolod, onde ganhou três medalhas de ouro no solo, argolas e barras paralelas.
Em 2012, ele competiu no Palarong Pambansa em Lingayen, Pangasinan, e participou de todos os eventos. Ele ganhou o ouro no individual geral, exercício de solo e salto, bem como a competição por equipes junto com seus companheiros de equipe. No mesmo ano, ele foi para a China ao lado do ginasta Jan Gwynn Timbang, para treinar após um patrocínio da Philippine Good Works Mission Foundation dado ao GAP. O treinamento serviu como uma oferta para eles se classificarem para as Olimpíadas da Juventude de 2014 em Nanquim, China.
Em 2013, Yulo competiu em seu último Palarong Pambansa, que foi realizado na cidade de Dumaguete. Ele ganhou ouro no evento de equipe, individual geral e exercício de solo, e levou uma prata no salto atrás de Martoni Abana. No mesmo ano, Yulo conheceu seu eventual treinador, Munehiro Kugimiya, quando treinadores japoneses foram para as Filipinas para ajudar a treinar a seleção nacional.

### Sênior
Yulo começou a temporada de 2024 com uma medalha de bronze no solo na Copa do Mundo de Baku. Então, na Copa do Mundo de Doha, ele ganhou uma medalha de ouro nas barras paralelas e uma medalha de prata no salto. Ele ganhou seu primeiro título geral do campeonato continental no Campeonato Asiático em Tashkent. Ele ganhou mais três medalhas de ouro nas finais do evento, no solo, salto e barras paralelas.

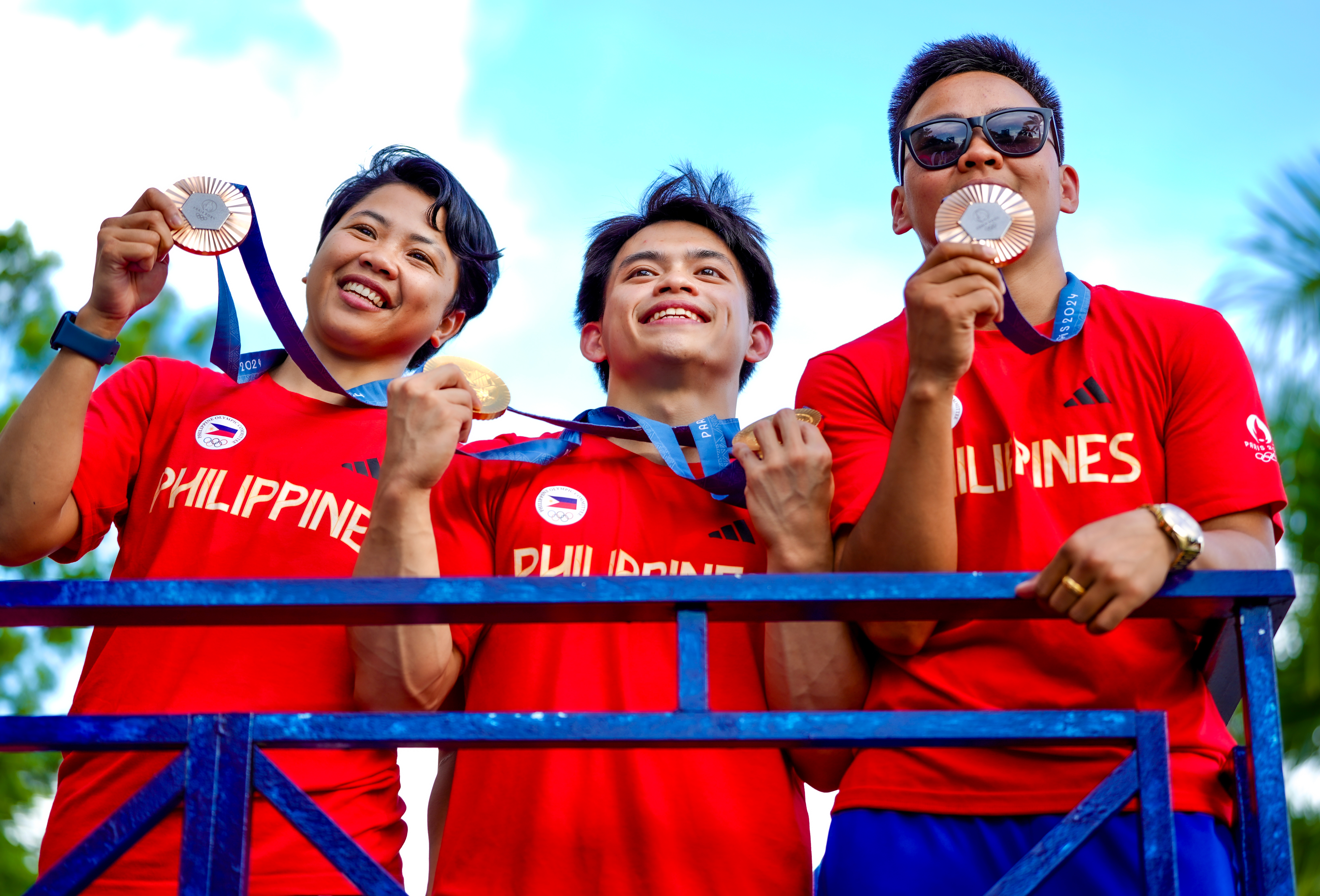
Yulo (centro) com Aira Villegas (esquerda) e Nesthy Petecio (direita) segurando suas medalhas em um desfile após as Olimpíadas de Verão de 2024.

Durante a fase de qualificação dos Jogos Olímpicos de Verão de 2024 em Paris, França, ele se classificou para o individual geral masculino, salto e solo. Ele competiu pela primeira vez na final individual geral em 31 de julho, ficando em 12º lugar geral com uma pontuação total de 83.032 pontos. Em 3 de agosto, ele competiu na final do solo masculino e ficou em primeiro lugar com uma pontuação de 15.000 pontos. Ele se tornou o primeiro homem filipino e o primeiro ginasta filipino a ganhar uma medalha de ouro olímpica; ele é o segundo filipino a ganhar uma medalha de ouro olímpica, após a vitória de Hidilyn Diaz no evento de levantamento de peso feminino de 55 kg em Tóquio. No dia seguinte, Yulo ganhou seu segundo ouro nos Jogos no salto, marcando 15.116 pontos para se tornar o primeiro campeão olímpico múltiplo das Filipinas.

## Vida pessoal
Yulo e sua namorada Chloe Anjeleigh San Jose, uma estudante criadora de conteúdo em Melbourne, Austrália, começaram seu relacionamento à distância em 2020.
Yulo está afastado de sua mãe, Angelica, a quem ele acusou de apropriação indébita de seus fundos. Ambas as partes também reconhecem que San Jose é uma razão para o relacionamento tenso. O relacionamento ganhou maior atenção pública logo após a primeira medalha de ouro de Yulo nas Olimpíadas de Verão de 2024. A rixa familiar persistiu na consciência pública pelo menos até setembro de 2024, quando Yulo disse que havia superado questões que são pessoais demais para continuar comentando publicamente.
Em outubro de 2024, Yulo ingressou na Marinha das Filipinas como reservista com a patente de Suboficial de Primeira Classe.